# سروشتی دانگه
سروشتی دانگه (به انگلیسی: Srushti Dange) (زاده ۲۶ مهٔ ۱۹۹۲) بازیگر هندی است.
از کارهای معروف او می‌توان به بازی در فیلم دارما دوری اشاره کرد.